# German Hacker
German Hacker (* 30. März 1968 in Erlangen) ist ein deutscher Kommunalpolitiker (SPD). Seit 2008 ist er Erster Bürgermeister von Herzogenaurach.

## Werdegang
Hacker besuchte von 1974 bis 1978 die Carl-Platz-Schule in Herzogenaurach und wechselte dann auf das Gymnasium Herzogenaurach, an dem er 1987 das Abitur ablegte. Nach dem Wehrdienst in Regensburg studierte er Mathematik und Physik auf Lehramt an Gymnasien. Zwischen 1995 und 1997 absolvierte er in Fürth und Langenzenn das Referendariat.
Anschließend war er Wissenschaftlicher Mitarbeiter in der Abteilung Didaktik der Physik des Physikalischen Instituts der Universität Erlangen. 1999 wechselte er in den Schuldienst und unterrichtete am Gymnasium in Langenzenn. 2001 kehrte er an die Universität Erlangen zurück und wurde Ausbilder von Lehramtsstudenten im Fach Didaktik der Physik. 2002 promovierte er zum Dr. rer. nat. Ab 2005 war er Seminarlehrer für Physik am Hardenberg-Gymnasium Fürth.
Er trat 1990 in die SPD ein und wurde 1996 erstmals in den Stadtrat von Herzogenaurach gewählt. Von 1998 bis 2004 war er stellvertretender SPD-Fraktionsvorsitzender und von 2004 bis 2008 Fraktionsvorsitzender. Seit dem 1. Mai 2008 ist er Erster Bürgermeister der Stadt. Ebenfalls seit 2008 ist er Mitglied des Kreistags Erlangen-Höchstadt. Er wurde 2014 und 2020 wiedergewählt.